# Красна Гора (заповідне урочище)
Кра́сна Гора́ — заповідне урочище місцевого значення в Україні. Об'єкт розташований на території Луцького району Волинської області, на південь від села Журавники. 
Площа 75,7 га. Статус присвоєно згідно з рішенням обласної ради від 31.07.2014 року № 27/64. Перебуває у віданні ДП «Горохівське ЛМГ» (Бужанівське лісництво, кв. 128, вид. 1-21, 23-25). 
Статус присвоєно для збереження лісового масиву, в якому переважають насадження сосни і дуба. Є також ділянки, де зростає береза темна — вид, занесений до Червоної книги України.
В урочищі трапляється низка рідкісних видів тварин, занесених у Червону книгу України та міжнародні природоохоронні списки: аполлон, махаон, поліксена, подалірій, очеретянка прудка, сорокопуд сірий, пугач звичайний, орел-карлик, шуліка рудий, сова вухата, голуб-синяк, вечірниця мала, рясоніжка мала та ін.

## Галерея

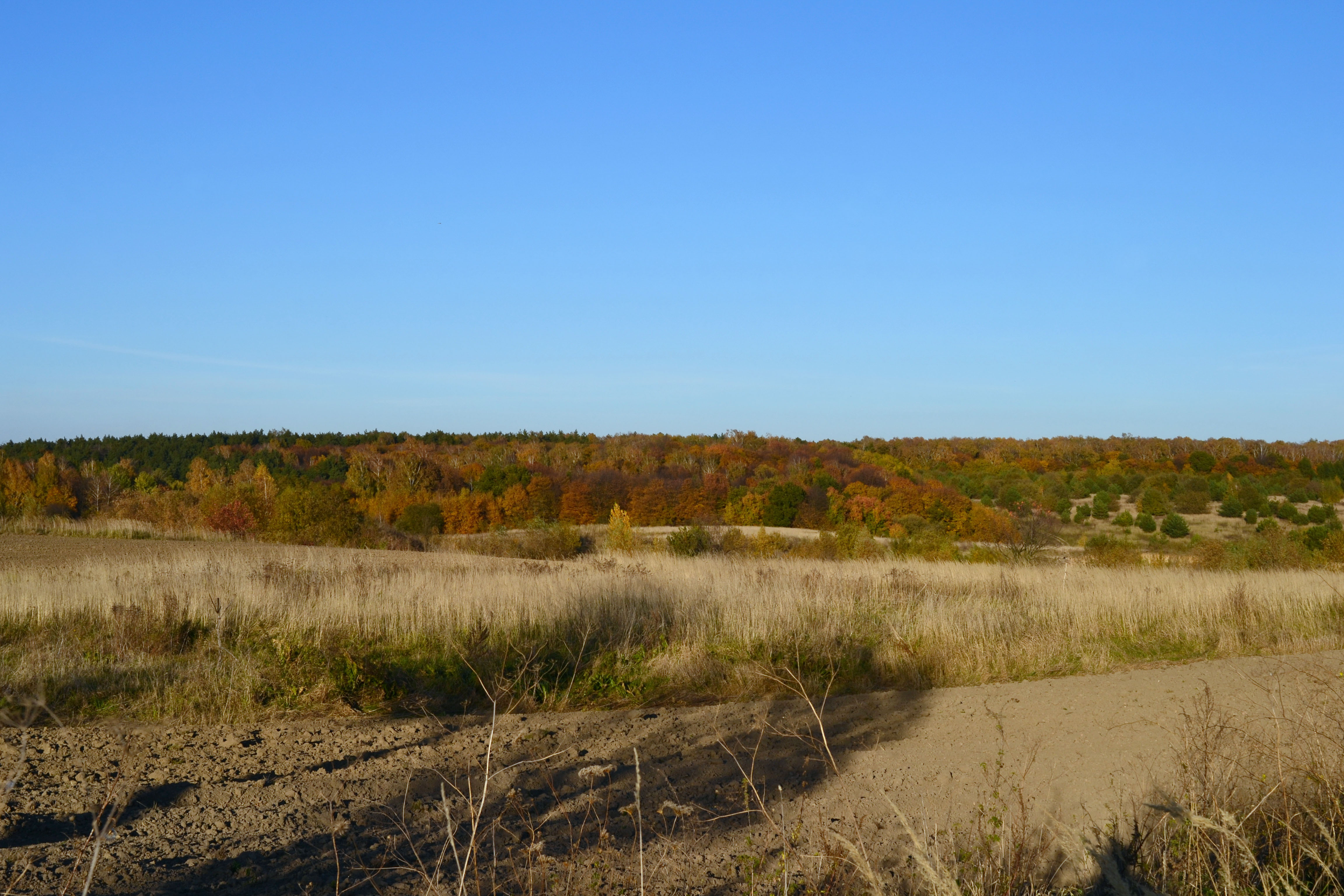
Вигляд з півдня
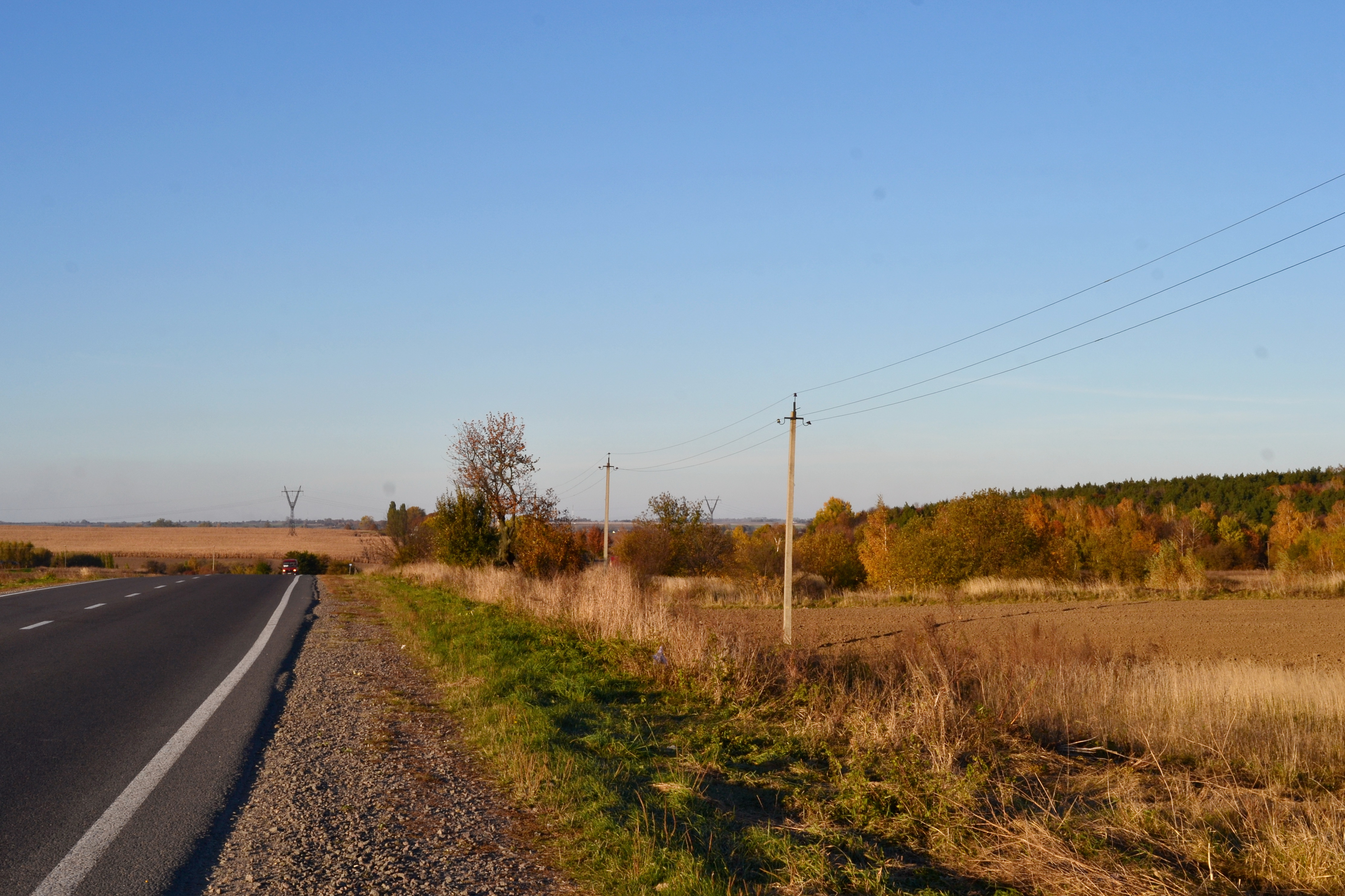
Вигляд з дороги
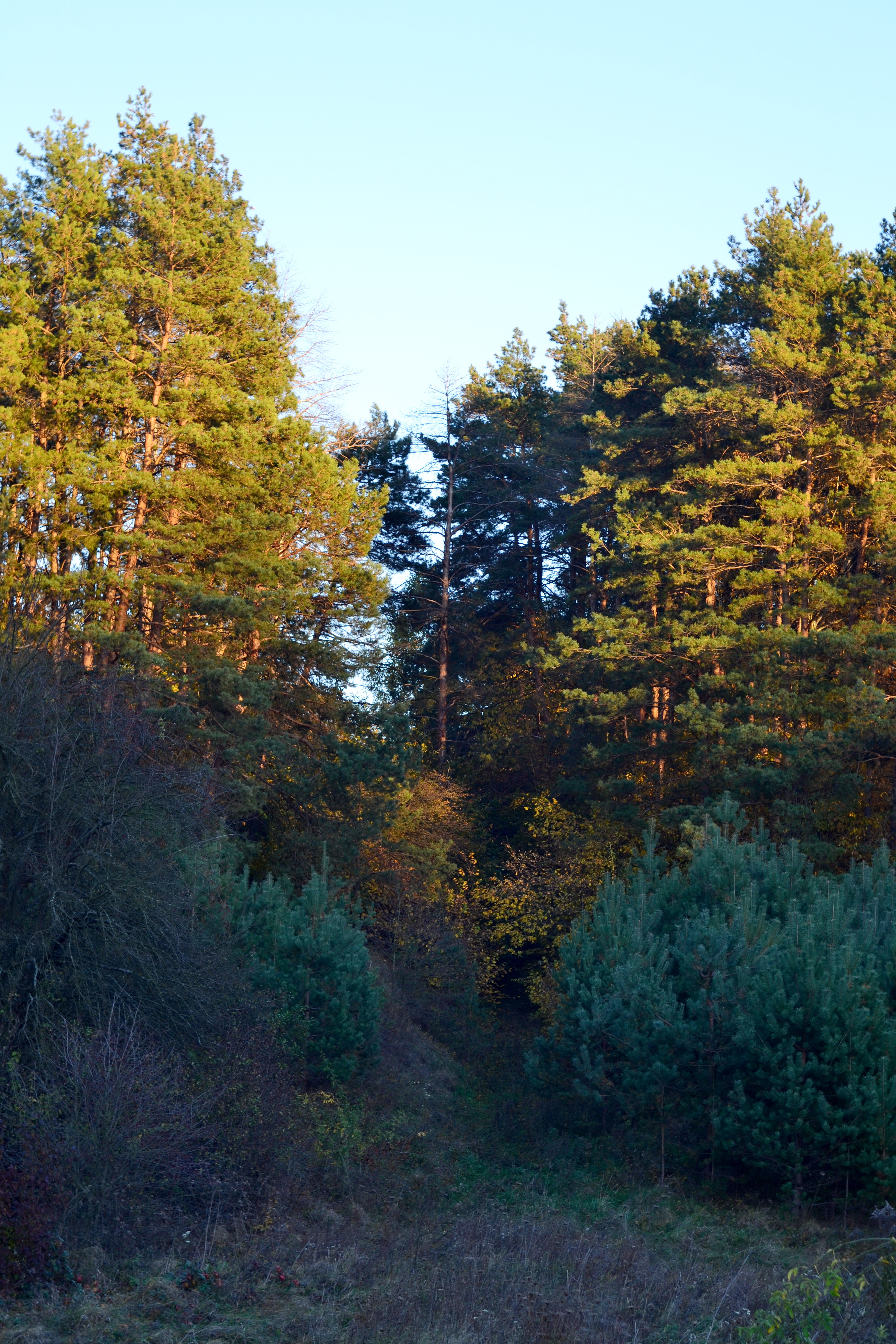
Вигляд з півночі